# Mirococcus fossor
Mirococcus fossor är en insektsart som beskrevs av Danzig 1983. Mirococcus fossor ingår i släktet Mirococcus och familjen ullsköldlöss.
Artens utbredningsområde är Turkmenistan. Inga underarter finns listade i Catalogue of Life.